# ガレアス船
ガレアス船（ガレアスせん、galleass、galliass、mahon）は、交易用の大型ガレーから発達し、軍用転換され、帆船とガレー船の中間的な性格を持つ近世に用いられた船。

## 概要

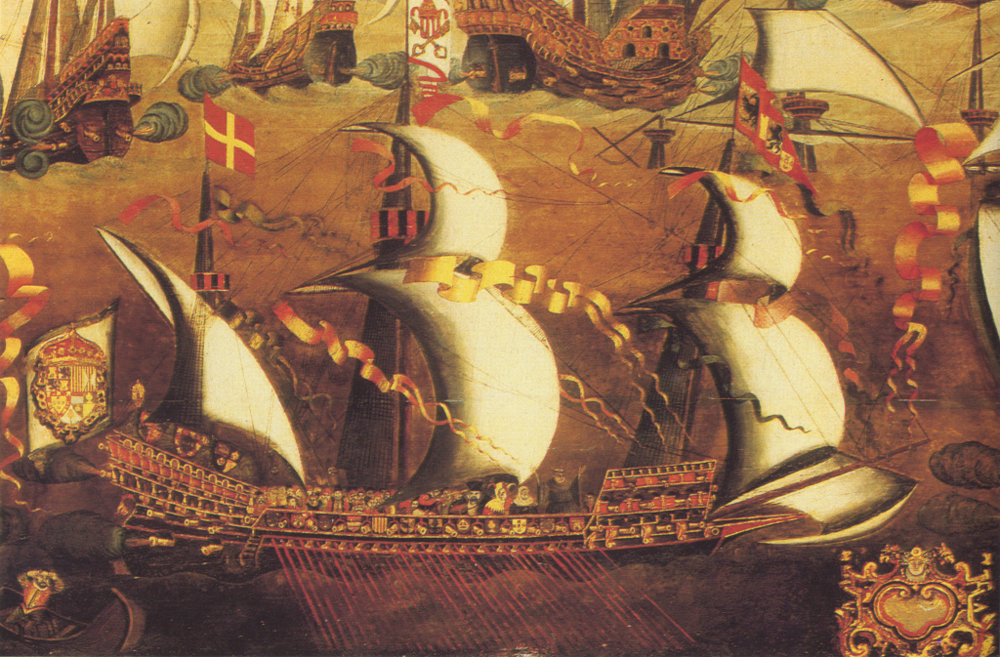
16世紀スペインのガレアス船。無敵艦隊の図の一部より。ミズンマストもスクエアセイルなのが珍しい。

ガレアス船は通常のガレー船より格段に大きく、ラティーンセイルを備えた三本のマスト（フォアマストのみスクエアセイルの場合もあった）と前部と後部に楼閣を持つ特徴ある作りになっており、32本を超える多数のオール一つ一つに漕ぎ手が5人程度配置された。また、ヴェネツィアでのガレー船競争で通常のガレー船に勝てるよう、商用ガレアスは高速度が出るようにも設計されたが、軍艦として改造、もしくは新たに建造された船はその重装備から鈍重で、海上での遭遇戦には向かず、密集艦隊戦での浮き砲台的な使用が前提となった。
漕走船としては乾舷が高く、船腹も幅広いのでずんぐりした船形をしている。衝角若しくは突撃船首も有するが、運動性の低いガレアスには無用の長物であった。漕ぎ手の頭上には砲列甲板があり、通常のガレー船よりも多くの大砲が積める。備砲数は大体13から16門前後とガレー船の2から3倍近くあるが、後に等級制が導入された帆船と比較すると等級外のスループ程度に過ぎず、多いとは決して言えない。砲の多くは船首楼に配置され、舷側に向いているのは片舷に3～4門程度。他に旋回砲が20門前後ある。17世紀以降は衝角を廃止、備砲を舷側配置に改善して門数を増加させたが、それでも5等フリゲートに比肩するレベルの砲撃力が限界であった。
レパントの海戦においてはヴェネツィアが急遽改造した6隻のガレアス船がキリスト教連合軍に用いられ、艦隊の浮き砲台として戦いに大いに貢献した。しかし、一隻当たりの建造コストの高さから量産が難しいのに加え、維持運用費も高かった。戦闘で急速に発展した帆走軍艦の舷側砲列に捉えられるとほとんどのガレアス船が無力化し、重火砲の攻撃にさらされるだけとなってしまった。
その後、ガレアス船は主力軍艦としての役割を失い、ガレオン船や戦列艦といった大型帆船に取って代わられた。構造から外洋航行に向かず、また多数の漕ぎ手を必要とするがゆえの航続距離の短さから、大航海時代を迎え、地球を半周する長距離航海が当たり前になった時代の趨勢に向かなかったのが衰退の原因である。しかし、ヴェネツィアやオスマン帝国では海軍の象徴として17世紀後半以降も少数が使われ続けた。